# Els Moor

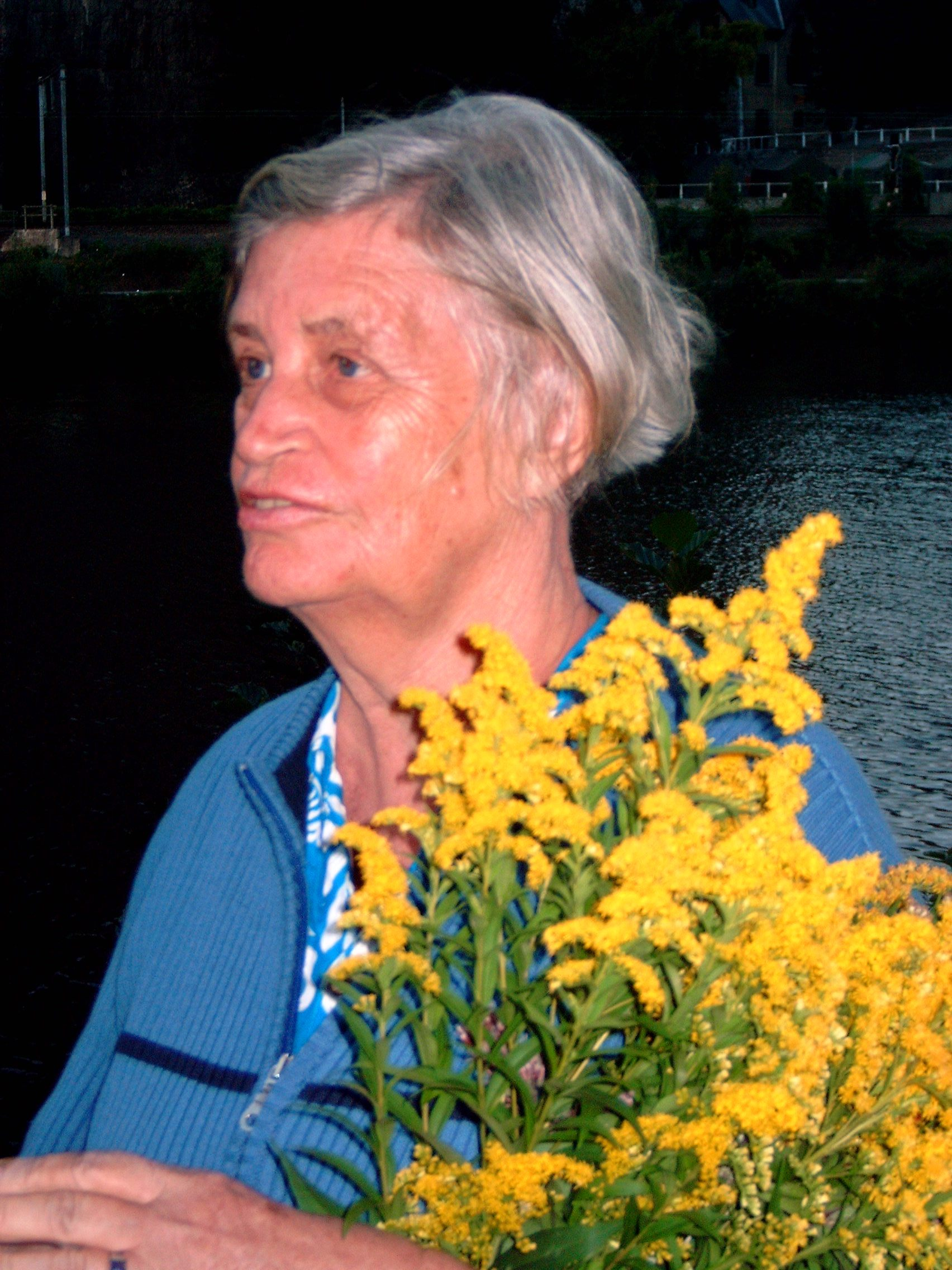
Els Moor

Elisabeth (Els) Henriëtte Pauline Moor (Heemstede, 17 mei 1937 - Paramaribo, 9 maart 2016) was een Nederlandse literatuurdocent, letterkundige en literatuurrecensent. Van 1992 tot aan haar overlijden was zij de drijvende kracht achter de wekelijkse Literaire Pagina van het Surinaamse dagblad De Ware Tijd. Verder was zij medeoprichtster en -redactrice van de literaire uitgeverij Okopipi (waar werk van onder meer Bea Vianen, Bernardo Ashetu en Marylin Simons verscheen).
Zij behaalde haar doctoraal Nederlands aan de Universiteit van Amsterdam en werkte jarenlang bij het Goois Lyceum en de Open Scholengemeenschap Bijlmermeer. In 1978 trok zij naar Suriname, waar zij tot aan haar pensionering werkte aan de Surinaamse Kweekschool en het Instituut voor de Opleiding van Leraren. Zij zette zich sterk in voor de vernieuwing van het onderwijs, bijvoorbeeld in het project "Centrale Verwarming" van de Kweekschool. 
Samen met Chandra van Binnendijk redigeerde zij de bundel Het merkteken en andere verhalen (1997). Met Joan Vaseur-Rellum en Godeke Donner schreef zij de vernieuwende literatuurmethode voor de middelbare scholen op seniorenniveau Fa yu e tron leisibakru (1998; met docentenhandleiding). Eveneens samen met anderen redigeerde zij Tussen droom en werkelijkheid; een keuze uit de literaire pagina van de Ware Tijd (2001). In 2003 verscheen Albert Helman; schrijver zonder grenzen (samen met Frank Martinus Arion). Verspreide opstellen verschenen in onder meer Armada, Bzzlletin, Kompas, Nederlands in Suriname en Oso over onder meer Astrid Roemer, Ellen Ombre, Michiel van Kempen, literatuurdidactiek en jonge vrouwelijke Surinaamse auteurs.
Zij was actief in de Organisatie voor Gerechtigheid en Vrede, voor wie zij in 1996 samen met Linda Asin, Geert Koefoed en Hilde Neus Sporen zoeken; Een boek over twintig jaar Suriname vanaf 1975 maakte, in het heilpedagogisch centrum Matoekoe en met de organisatie van kinderboekenfestivals bij de Stichting Projecten Protestants-Christelijk Onderwijs. Van haar hand verscheen ook een bundeltje haiku’s: Haiku’s over de Osembolaan (2007). Daarnaast schreef ze korte verhalen, het kinderboekje Seri en Hugo op het schildpaddenstrand (2007) en een verslag over haar ervaringen binnen het onderwijsveld met de inwoners van het Trio dorp Kwamalasamutu Ik draag mijn tas op mijn rug (2008). In 2009 verscheen Lees je wijs! Hoe bevorderen we leesplezier bij kinderen? Creatieve verwerkingsvormen bij Surinaamse kinder- en jeugdliteratuur.
Bij gelegenheid van haar 75ste verjaardag verscheen een liber amicorum onder redactie van Jan Bongers en Hilde Neus, onder de titel Uitlandig (Paramaribo 2012).

## Over Els Moor
- Michiel van Kempen, Lemma 'Els Moor, Letterkundige.' In: Vrouwen in de 20ste eeuw. Samengesteld door Els Kloek. Nijmegen: Vantilt, 2018, pp. 1387-1389.
- Moor, Elisabeth Henriette Pauline, lemma in: Digitaal Vrouwenlexicon van Nederland, 17/07/2017.
- Bijdragen van en over Els Moor op  Caraïbisch Uitzicht